# Miguel Ángel Beltre
Miguel Ángel Beltre Agramonte (12 agosto 2003) è un calciatore dominicano, difensore dell'Azuqueca e della nazionale dominicana.

## Carriera

### Club
Cresciuto nei settori giovanili dall'Alcalá, nel 2022 è stato acquistato dall'Azuqueca e l'anno successivo è stato promosso in prima squadra, dove ha debuttato in Tercera Federación (quinta divisione spagnola), venendo poi rinconfermato in rosa anche per la stagione 2024-2025 e successivamente anche per la stagione 2025-2026.

### Nazionale
Ha debuttato con la nazionale dominicana il 10 settembre 2024 nell'incontro di CONCACAF Nations League vinto 2-0 contro la Dominica.
Nel 2025 è stato incluso nella lista dei convocati per la CONCACAF Gold Cup 2025.

## Statistiche
Statistiche aggiornate al 16 giugno 2025.

### Presenze e reti nei club
| Stagione        | Squadra         | Campionato      | Campionato | Campionato | Coppe nazionali | Coppe nazionali | Coppe nazionali | Coppe continentali | Coppe continentali | Coppe continentali | Altre coppe | Altre coppe | Altre coppe | Totale | Totale | Totale |
| Stagione        | Squadra         | Comp            | Pres       | Reti       | Comp            | Pres            | Reti            | Comp               | Pres               | Reti               | Comp        | Pres        | Reti        | Pres   | Reti   |        |
| --------------- | --------------- | --------------- | ---------- | ---------- | --------------- | --------------- | --------------- | ------------------ | ------------------ | ------------------ | ----------- | ----------- | ----------- | ------ | ------ | ------ |
| 2023-2024       | Azuqueca        | TF              | 18         | 0          | -               | -               | -               | -                  | -                  | -                  | -           | -           | -           | 18     | 0      |        |
| 2024-2025       | Azuqueca        | TF              | 30         | 1          | -               | -               | -               | -                  | -                  | -                  | -           | -           | -           | 30     | 1      |        |
| Totale carriera | Totale carriera | Totale carriera | 48         | 1          |                 | -               | -               |                    | -                  | -                  |             | -           | -           | 48     | 1      |        |

### Cronologia presenze e reti in nazionale
| Cronologia completa delle presenze e delle reti in nazionale ― Rep. Dominicana | Cronologia completa delle presenze e delle reti in nazionale ― Rep. Dominicana | Cronologia completa delle presenze e delle reti in nazionale ― Rep. Dominicana | Cronologia completa delle presenze e delle reti in nazionale ― Rep. Dominicana | Cronologia completa delle presenze e delle reti in nazionale ― Rep. Dominicana | Cronologia completa delle presenze e delle reti in nazionale ― Rep. Dominicana | Cronologia completa delle presenze e delle reti in nazionale ― Rep. Dominicana | Cronologia completa delle presenze e delle reti in nazionale ― Rep. Dominicana |
| Data                                                                           | Città                                                                          | In casa                                                                        | Risultato                                                                      | Ospiti                                                                         | Competizione                                                                   | Reti                                                                           | Note                                                                           |
| ------------------------------------------------------------------------------ | ------------------------------------------------------------------------------ | ------------------------------------------------------------------------------ | ------------------------------------------------------------------------------ | ------------------------------------------------------------------------------ | ------------------------------------------------------------------------------ | ------------------------------------------------------------------------------ | ------------------------------------------------------------------------------ |
| 10-9-2024                                                                      | Paynters                                                                       | Rep. Dominicana                                                                | 2 – 0                                                                          | Dominica                                                                       | CONCACAF Nations League 2024-2025 - 1° turno                                   | -                                                                              | 55’ 89’                                                                        |
| 12-10-2024                                                                     | Devonshire                                                                     | Antigua e Barbuda                                                              | 0 – 5                                                                          | Rep. Dominicana                                                                | CONCACAF Nations League 2024-2025 - 1° turno                                   | -                                                                              | 65’                                                                            |
| 19-11-2024                                                                     | Santiago de los Caballeros                                                     | Rep. Dominicana                                                                | 6 – 1                                                                          | Bermuda                                                                        | CONCACAF Nations League 2024-2025 - 1° turno                                   | -                                                                              | 77’                                                                            |
| 25-3-2025                                                                      | Santiago de los Caballeros                                                     | Rep. Dominicana                                                                | 2 – 0                                                                          | Porto Rico                                                                     | Amichevole                                                                     | -                                                                              |                                                                                |
| 10-6-2025                                                                      | Santo Domingo                                                                  | Rep. Dominicana                                                                | 2 – 0                                                                          | Dominica                                                                       | Qual. Mondiali 2026                                                            | -                                                                              | 46’                                                                            |
| Totale                                                                         |                                                                                | Presenze                                                                       | 5                                                                              |                                                                                | Reti                                                                           | 0                                                                              |                                                                                |